# 岡田康司
岡田 康司（おかだ やすし、1942年 - ）は、日本のエコノミスト。東京成徳大学名誉教授、一般社団法人地域経済総合研究所理事長。公益財団法人アイネット地域振興財団理事長。

## 人物・経歴
東京府北多摩郡谷保村（現国立市）生まれ。一橋大学社会学部卒業、大学のクラスの同級生に、みずほ銀行元専務の村井隆次、バンテック・グループ・ホールディングスの元社長兼CEOの篠田紘明、元日本テクニカルアナリスト協会元理事長の青木俊樹、一橋大学元教授の平井規之、法政大元副総長の柳沼寿などがいる。
1967年日本長期信用銀行入行。1972年から74年まで通商産業省課長補佐（出向）。調査部課長を経て、1985年から87年まで大蔵省財政金融研究所特別研究官（出向）。社団法人ソフト化経済センター（大蔵省認可。理事長は吉岡英一を経て日下公人）企画部長（出向）などを経て、
1988年日本長期信用銀行事業開発部長。1994年日本長期信用銀行（1998年に破綻）退職。
1994年流通科学大学教授。同時に社団法人地域経済総合研究所理事長（自治省認可。2008年の新公益法人制度にて一般社団法人化したが、社団法人の設立代表発起人は中内功ダイエー社長。主な評議員は、小池百合子、舛添要一、木村尚三郎、伊藤滋、大西隆、石井威望、猪口邦子、森英恵）
2001年流通科学大学サービス産業学部長。
2006年大阪産業大学経営・流通学研究科博士課程教授。
2009年東京成徳大学経営学部長（2017年地域創生研究所長）。
この間、一橋大学・東京女子大学・横浜市立大学・多摩大学等でも非常勤講師として教壇に。財団法人都市防犯研究センター評議員、公益財団法人アイネット地域復興財団理事、各種審議会委員を歴任。
銀行エコノミストとしてテレビ・新聞・雑誌などのメディアや各界での講演で活躍したが大蔵省(現・財務省）通産省（現・経済産業省）・自治省(現・総務省）・各自治体等の審議委員などの通常の分野以外に活動を広げ、例えば、ＮＨＫ「紅白歌合戦」の歌手選定に関わるなどユニークな活動をすることで注目を集めた。

## 著書
- 『大型小売業はどう変わるか』（日本経済新聞社，1981年）
- 『百貨店業界』（教育社，1982年5版）
- 『虚業が実業になる日』（東洋経済新報社，1983年）
- 『先進企業の発想と戦略』（PHP研究所，1984年）
- 『にっぽん快業時代』（ダイヤモンド社，1985年）
- 『汗賢魂の企業戦略』（PHP研究所，1987年）
- 『どうする日本の空洞化』（平凡社、1987年）
- 『企業のソフト化戦略』（世界文化社、1988年）
- 『日経新聞社の活用術』（ＫＫベストセラーズ、1989年）
- 『日本経済のソフト化トレンド』（ＨＢＪ出版、1989年）
- 『90年代日本経済の読み方』（日本放送出版協会、1990年）
- 『時代はダウンサイジング』（時事通信社、1993年）
- 『飛翔企業』（集英社，1993年）
- 『されど護送船団は行く』（講談社，1997年）
- 『長銀の誤算』（扶桑社，1998年）
- 『オーナー経営の存続と継承』Generation to Generation，Kelin E. Gersick，John Ａ．Davis，Marion McCollom Hampton & Ivan Lansberg．（監訳）（流通科学大学出版,1999年）
- 『新・冒険商人』の起業力（メタモル出版，2004年）